# 두바이 타워스 도하
두바이 타워스 도하(영어: Dubai Towers Doha)는 카타르의 수도 도하에 건설 중인 마천루로 지붕까지 높이는 400m(첨탑까지 436.54m)에 달한다.

## 개요
두바이 타워즈 도하의 건설 비용은 23억 카타르 리얄로 6억 2000만 미국 달러에 해당한다. 완공되면, 이 구조물은 카타르에서 가장 높은 빌딩이 될 예정이다.
도하의 도하 코니치 옆의 웨스트 베이 구에 위치하며, 84층의 다용도 빌딩으로 예전 두바이 홀딩의 국제 부동산 투자개발을 담당했던 두바이 국제 프라퍼티즈(Dubai International Properties)가 이름을 바꾼 사마 두바이(Sama Dubai)가 건설을 담당하고 있다.
그 프로젝트는 알 하브투어와 알 야버 사이의 합작 투자로 계약되었다. 동시에 로버트 매튜 잔슨 마샬(Robert Matthew Johnson Marshall, RMJM)은 설계와 기술공학 컨설턴트를 맡았다. 비용 컨설턴트로는 한스콤 컨설턴트 주식회사가 맡았으며, 프로젝트의 관리 컨서턴트는 사마 ECH(Sama ECH)가 담당을 맡았다.

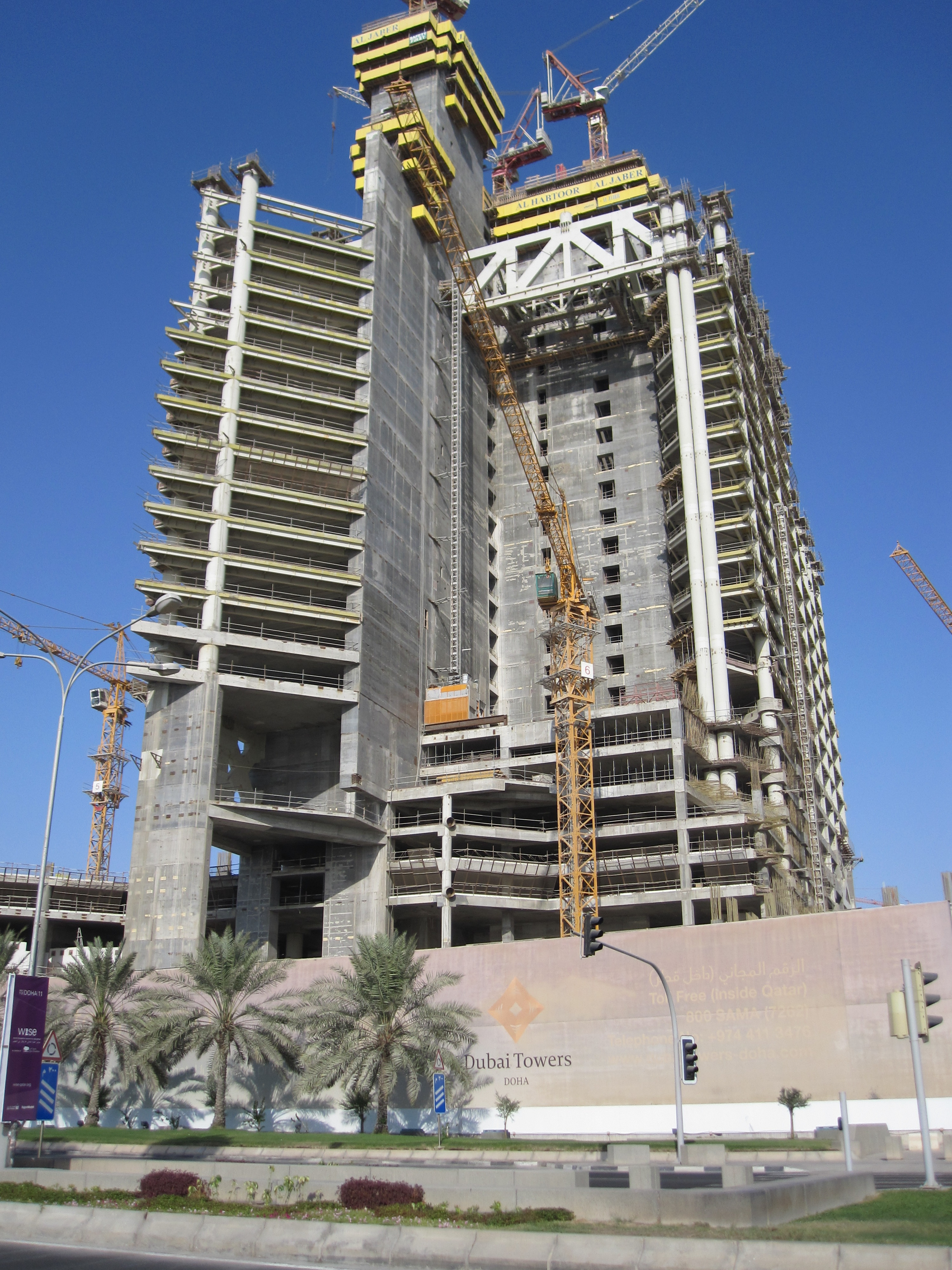
건설 중인 두바이 타워 (2011년 10월)

2011년 완공되면, 다목적 빌딩은 7,000m2의 소매 구역을 포함하고, 225개의 객실을 보유한 5성급 호텔이 13개 층을, 29개 층은 사무용으로 31개 층은 226개의 고급 아파트와 3개의 최고급 펜트하우스를 갖출 예정이다.
하지만, 이 프로젝트는 두바이의 경제 위기 때문에 극심한 정체를 겪고 있다. 부동산 투자자들은 예정보다 9개월 지연될 것이라고 말하고 있다. 그러나 2010년 5월에 제시된 84개 층 중에 29개층만 지어졌다. 이런 속도라면, 적어도 완공까지는 3년이 더 지연될 것이라고 알려져 있다.